# Christian Haller (Bauernführer)
Christian Haller (* im 16. Jahrhundert; † 1597 in Steinfeld) war Wirt und Oberhauptmann beim Niederösterreichischen Bauernaufstand 1596/1597.

## Leben
Der aus Puchenstuben stammende Haller, der im Ort ein Wirtshaus betrieb, schwang sich zum Wortführer der ansässigen Bauernschaft auf, wurde Anfang Februar 1597 zum „Oberhauptmann“ der aufständischen Bauern des Erlauf- und Pielachtales gewählt und vernetzte sich mit anderen Aufrührern, etwa mit Hans Markgraber. 

## Aufstand von 1579
Am 11. Februar 1597 begab sich Haller nach Eisenerz, um dort die Bergknappen für einen Aufstand zu gewinnen. Er erhielt die Zusage für 60.000 Mann, die jedoch unerfüllt blieb. Auf seinem Rückweg versammelt Haller die Bauern des oberen Ybbstales und um Ybbsitz, Gresten und Gaming. In der Folge gelang es den Bauern, die Kartause Gaming zu plündern und das Stift Lilienfeld zu überfallen. Am Karfreitag marschierten sie weiter auf St. Pölten zu und belagerten die befestigte Stadt. Gegen die Geschütze der Stadtverteidigung errichteten sie Schanzen und versuchten, die Wasserversorgung zu unterbrechen. Vor den herbeigeeilten kaiserlichen Reitern flüchteten rund 3000 der Belagerer in Richtung Wilhelmsburg und wurden am Steinfeld bei Sankt Georgen am Steinfelde niedergemetzelt. Auch Haller bezahlte mit seinem Leben, er wurde von seinen eigenen Leuten erschossen. In Puchenstuben trägt das Pflegezentrum im Gedenken an den Bauernführer den Namen Hallerhof. An der Fassade befindet sich ein geschnitztes Hochrelief, das an Haller erinnern soll.